# Ніклас Едегор
Ніклас Едегор (норв. Niklas Ødegård, нар. 29 березня 2004, Голлінген, Норвегія) — норвезький футболіст, півзахисник клубу «Молде».

## Ігрова кар'єра

### Клубна
Ніклас Едегор почав займатися футболом в клубі «Екко/Ауреосен» і в 2019 році дебютував за основний склад команди у сьомому дивізіоні чемпіонату Норвегії. У 2020 році він приєднався до молодіжної команди «Молде». З якою грав у Юнацькій лізі УЄФА. 26 травня 2022 року Едегор зіграв свою першу гру в елітному дивізіоні чемпіонату країни. У сезоні 2022/23 Едегор розпочав свою міжнародну кар'єру в єврокубках.
6 квітня 2023 року футболіст продовжив дію контракту з «Молде» до 2025 року.
Перед сезоном 2024 року Едегор був відправлений в оренду до клубу «Гамаркамератене» але договір оренди було достроково розірвано і в серпні того року Едегор повернувся до «Молде».

### Збірна
У 2023 році в складі юнацької збірної Норвегії (U-19) Ніклас Едегор брав участь у Юнацький чемпіонат Європи з футболу (U-19) 2023, що проходив на Мальті. На турнірі футболіст зіграв чотири гри і відзначився "дублем" у ворота команди Греції.

## Титули
Молде
 Чемпіон Норвегії: 2022
 Переможець Кубка Норвегії (2): 2021/22, 2023